# Enrique Triana Uribe
Enrique Triana Uribe (Bogotá, 22 de noviembre de 1929-Bogotá, 18 de septiembre de 2020) fue un arquitecto colombiano.

## Biografía
Nació en Bogotá en 1929 estudió arquitectura en la Universidad de Míchigan en 1953. Luego regresa a Colombia  con el ejercicio del oficio de arquitecto con una intensa como docente en la Universidad Nacional de Colombia.
Al inicio de su carrera, empezando la segunda mitad del siglo XX, la moda en Bogotá era copiar arquitecturas inglesas y francesas, con elaborados ornamentos, e implantarlas sin ningún tipo de filtro en distintas zonas de la ciudad. Triana regresa, fuertemente influenciado por la escuela de la Bauhaus y los postulados de Mies van der Rohe y Walter Gropius.  
El Museo de Arte del Banco de la República, realizado en conjunto con Juan Carlos Rojas Iragorri, fue galardonado con el Primer Premio en la XIV Bienal Panamericana de Arquitectura de Quito y como mejor proyecto arquitectónico en la XX Bienal Colombiana de Arquitectura. Falleció en Bogotá el 18 de septiembre de 2020 tras de sufrir un infarto de miocardio.